# Numb (cântec)
„Numb” este un cântec al cântăreței australiane Sia. Piesa a fost compusă de Sia, Jimmy Hogarth și James MacMillan, fiind inclusă pe cel de-al treilea material discografic de studio al artistei, Colour the Small One. Înregistrarea a fost lansată ca cel de-al patrulea single extras al albumului în luna aprilie a anului 2005.